# Sidi Bouknadel
Sidi Bouknadel (arabiska: سيدي بوقنادل) är en stad i Marocko. Den ligger i prefekturen Salé och regionen Rabat-Salé-Kénitra, 15 km nordost om huvudstaden Rabat. Antalet invånare var 25 255 vid folkräkningen 2014.